# Thaicom 4
O Thaicom 4 (também conhecido por iPStar 1 e MEASAT-5) é um satélite de comunicação geoestacionário tailandês da série Thaicom construído pela Space Systems/Loral (SS/L). Ele está localizado na posição orbital de 119,5 graus de longitude leste e é operado em conjunto pela Thaicom e MEASAT. O satélite foi baseado na plataforma LS-1300 e sua expectativa de vida útil é de 12 anos.

## Lançamento
O satélite foi lançado com sucesso ao espaço no dia 11 de agosto de 2005, às 08:20 UTC, por meio de um veículo Ariane-5GS, lançado a partir do Centro Espacial de Kourou, na Guiana Francesa. Ele tinha uma massa de lançamento de 6.505 kg.

## Capacidade e cobertura
O Thaicom 4 é equipado com 87 transponders em banda Ku e 10 em banda Ka para fornecer áudio, vídeo e serviços de Internet de banda larga para 14 países, incluindo a Índia, Tailândia, Japão, Indonésia e Austrália.